# 坎布斯湖
53°40′43″N 11°32′8″E / 53.67861°N 11.53556°E

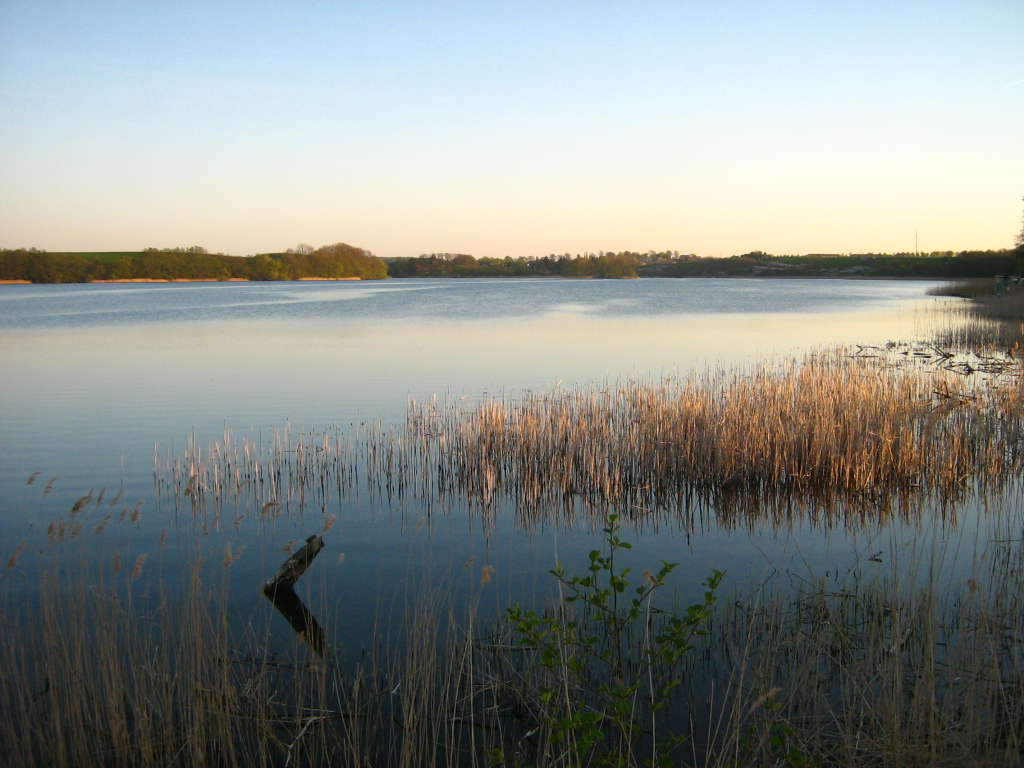

坎布斯湖（德語：Cambser See），是德國的湖泊，位於該國東北部，由梅克倫堡-前波美拉尼亞州負責管轄，長2.4公里、寬1公里，面積2.4平方公里，海拔高度31米，平均水深8米，最大水深25米，水體容量2,043萬立方米。